# Ambia (Indiana)
Ambia é uma cidade  localizada no estado americano de Indiana, no Condado de Benton.

## Demografia
Segundo o censo americano de 2000, a sua população era de 197 habitantes. 
Em 2006, foi estimada uma população de 186, um decréscimo de 11 (-5.6%).

## Geografia
De acordo com o United States Census Bureau, Ambia tem uma área de 0,4 km², dos quais 0,4 km² são cobertos por terra e 0,0 km² cobertos por água. A cidade localiza-se a aproximadamente 223 metros acima do nível do mar.

## Localidades na vizinhança
O diagrama seguinte representa as localidades num raio de 24 km ao redor de Ambia. 